# Lautenbachzell
Lautenbachzell je občina v departmaju Haut-Rhin francoske regije Alzacija.
Leta 1990 je v občini živelo 912 oseb oz. 39 oseb/km².